# ساكن عبد القادر

تعديل مصدري - تعديل

ساكن عبد القادر -الديو هي إحدى قرى عزلة جعار بمديرية خنفر التابعة لمحافظة أبين، بلغ تعداد سكانها 700 نسمة حسب تعداد اليمن لعام 2004.